# نادي اتحاد الخميسات
الاتحاد الزموري للخميسات أو اتحاد الخميسات هو نادي كرة قدم مغربي من مدينة الخميسات يمارس بدوري الدرجة الثانية المغربي وتأسس سنة 1941-10-01، من قبل الحاج حمّو المشاط و موراليس، وهو فرنسي مقيم في مدينة الخميسات. سبب تأسيس النادي هو عدم وجود فريق يمثل منطقتي زمور والخميسات في مسابقات كرة القدم في المغرب إبان عهد الحماية الفرنسية. من بين لاعبي الأربعينيات، يمكن ذكر جاك موراليس (ابن المؤسس المشارك وحارس المرمى)، الحاج حمّو المشاط (مدافع)، بن بوبكر (لاعب وَسَط) وبوخريص الذي بدأ كمهاجم في سن 18 قبل أن يتحول إلى حارس مرمى. كان السيد لو روي المدرب. كانت هذه الفرقة تلعب في الدرجة الثالثة قبل أن تنضم في عام 1962 إلى الدرجة الثانية.

## مسار النادي

### الصعود إلى النخبة
في عام 1972، صعد النادي إلى الدرجة الأولى. وفي العام التالي، وصل إلى نهائي كأس العرش لأول مرة في تاريخه، لكنه خسر أمام فريق الفتح الرباطي بنتيجة 3-2 (حيث سجل الجناح بوزبوز هدفًا أسطوريًا من ركلة ركنية مباشرة نال استحسان الملك الراحل الحسن الثاني). وقد لعب للنادي خلال هذه الفترة العديد من اللاعبين المغاربة البارزين مثل نور الدين بلحسين، طباش، حطاب، بن بوعزة، مولاي أحمد، بوزبوز، المنصوري، بن ناصر، وشاندرا.

### العودة إلى الدرجة الثانية
في عام 1974، فشل النادي في الحفاظ على مكانه بين النخبة وتمت إعادة هبوطه إلى الدرجة الثانية، لتبدأ فترة طويلة من الصعوبات للنادي الزموري. ومع ذلك، ظهرت جيل جديد في أواخر السبعينيات وأوائل الثمانينيات، حيث ضم الفريق حينها حراس مرمى مثل عبد الرزاق، جمال، وتوشا، ومدافعين مثل غزاوني، علال سعودي، سعيد بولكشكاش، حنان، مجيني، بن عشير، بوعزة الكنبي، ويحيى الخالدي (الذي سبق له اللعب في الدرجة الأولى مع الدفاع الحسني الجديدي قبل انضمامه للفريق)، أبونواس، وبنكري. أما في خط الوسط، كان هناك حفيظ، جمال تمسماني، جيد، جنان، وحمزة، وفي الهجوم، ضم الفريق لاعبين مثل محمد بوبادي، تمسماني نور الدين، أنور، بويزان، محمود، إبراهيم، السعيدي، بوكانار، ومومن.

### تفكك الفريق
كان يمكن لهذا الفريق أن يصعد إلى الدرجة الأولى لو توفرت له الموارد البشرية والمالية اللازمة. ولكن للأسف، لم يستمر اللاعبون فترة طويلة معًا. حيث انضم أنور إلى "Crédit Agricole"، ووقع بوبادي مع الفتح الرباطي، بينما انضم مجيني إلى الاتحاد التوركي. أما يحيى، فقد انضم إلى القوات المسلحة الملكية.

### تحديات جديدة ورحيل اللاعبين
ظهر جيل جديد من اللاعبين، مثل بوخريص، بنتيبي، عزيزون سعيد، حسين عموتة، حوران، بلكادي، ألفن، باي عبد الله، بن أتابو، بن سمينة، مسعودي، شاندرا سيمو، مسابني، روبيو (مشرق)، بونيدان، زغدود حميد، بن عزوز، عزيزون (ميشيل)، وبومهارت مراد. لكن هذا الفريق لم يستمر طويلًا بسبب رحيل اللاعبين إلى أندية أخرى: انضم عموتة إلى الفتح الرباطي، وانتقل رشيد مشرقت (روبيو) للعب في فرنسا، ووقع بخرص مع أولمبيك خريبكة، بينما انتقل حوران إلى إيطاليا، وواصل بلكادي دراسته في الصيدلة ببلغاريا.

### أزمة وإعادة بناء
في عام 1990، وبعد مغادرة العديد من اللاعبين، تولى محمد القرطيلي رئاسة النادي خلفًا لبسبس. خاض الفريق مباراة فاصلة ضد بلقسيري في القنيطرة وفاز بنتيجة 2-1 بفضل هدفين من عزيز الكراوي. ولكن في موسم 1991-1992، تم طرد الكرتيلي من قبل الجماهير خلال الجمع العمومي. في موسم 1992-1993، تولى حميد بلفيل قيادة النادي، مدعومًا بيحيى الذي أطلق عليه المشجعون لقب "الدماغ". وخلال هذا الموسم، كافح الفريق للبقاء في الدرجة الثانية. المباراة الأخيرة ضد هلال الناظور كادت أن تتحول إلى أحداث مأساوية عندما أصيب الحكم المساعد بزجاجة ألقيت من قبل أحد المشجعين. بعد توقف قصير، استؤنفت المباراة بفوز الزموريين 1-0، مما ضمّن لهم البقاء في الدرجة الثانية.

### فريق شاب واعد
في موسم 1993-1994، استقال بلفيل وتولى يحيى تشكيل لجنة جديدة تتألف من ثمان أعضاء: يحيى، شيبار، الحاج أوخالو، يعقوبي، مجيني، رشيد، جمال الفخري، وحمري. بمساعدة سليماني (الجزائري) وحمزة، عملوا بصمت لتكوين فريق شاب يضم لاعبين مثل مرزوق، بنتيبي، بودرال، بداوي، مسابني، بن عشير، زغدود كريم، أوركيا، عريش، أوسعيد، دريدر، سالم الموريتاني، بودوح، شفنجا، ألفن، شاندرا سيمو، بوكانار، جوت بنسالم، بن أتابو، ومنتصير. نجح هذا الفريق في إعادة الفريق إلى الواجهة بعد سنوات من المعاناة، وتمكنوا من إرسال الجمعية السلاوية إلى الدرجة الثالثة، محققين ثأرًا طال انتظاره لمدة 20 عامًا.
أنهى الفريق ذلك الموسم في المركز الخامس بميزانية قدرها 40.5 مليون سنتيم، بينما اضطر فريق المغرب التطواني، الذي أدار ميزانية قدرها 290 مليون سنتيم، إلى لعب المباريات الفاصلة. يبقى السؤال: كيف تمكنت هذه اللجنة من إدارة هذا المبلغ الصغير وتحقيق هذا الإنجاز؟

### رحيل وعودة قوية
في عام 1995، وبسبب المشاكل المالية والنزاع مع المحافظ، استقال يحيى تاركًا مكانه لعبوز، بلامين، بلفيل، جرار، وبديش، وآخرين. لعب الفريق مرة أخرى مباريات فاصلة في ذلك الموسم، لكن تم إنقاذه في اللحظة الأخيرة بهدف رائع من حميد العطيريس في مكناس، مما جعل الموسم لا ينسى بالنسبة للمشجعين واللاعبين.
في عام 1996، عاد الكرتيلي بقوة وتمكن من تشكيل فريق قوي مكون من لاعبين ذوي خبرة. وفي موسم 1999-2000، حقق الفريق، الذي ضم لاعبين مثل بنتيبي، عزيز الكراوي، بن جلالي، جليل، بن بوبكر، سرجي، يونس الفضيلي، خالد بخوش، يامين واهدي، زهاني حمادي، توفيق لمرابط، منصور، الصيّاح، لقمان، جنان، مروان، حكيم، بيتشو، جنوني، مولوي، وأوشنان، حلم الجماهير الزمورية الذي طال انتظاره وهو الصعود إلى الدرجة الأولى.
تألفت اللجنة في ذلك الوقت من محمد الكرتيلي كرئيس، وأعضاء نشطين مثل مموش العربي (أمين الصندوق)، لوكباش (الأمين العام)، فوزي أمزيان وعبد الخنفري (نواب الرئيس)، والمدرب محمد بوبادي، ابن مدينة الخميسات ولاعب سابق في النادي.

### العودة إلى القمة
منذ عودته إلى النخبة في عام 2001، لم يتوقف الاتحاد الزموري عن إبهار الجميع، حيث تمكن من البقاء في النصف الأول من ترتيب الدوري بانتظام. وفي موسم 2007-08، أنهى الفريق الموسم وصيفًا لبطل المغرب، وحافظ على مكانته في الدرجة الأولى لمدة عقد كامل.

### لقب وصيف البطل 2008 وبداية المغامرة الأفريقية
في نهاية موسم 2007-2008، حقق الاتحاد الزموري تحت قيادة الحسين عموتة إنجازًا رائعًا، حيث وصل إلى وصافة الدوري. قاد الفريق لاعبين مثل هشام فتيحي، توفيق لمرابط، سعيد حموني، وعديل فهيم، وتمكنوا من منافسة الجيش الملكي الذي فاز باللقب في الجولات الأخيرة. غادر الحسين عموتة في العام التالي إلى الفتح الرباطي حيث فاز بكأس الكونفدرالية الأفريقية 2010، وبعد عودته من قطر، قاد الوداد البيضاوي للفوز بلقب دوري أبطال أفريقيا للمرة الثانية في تاريخه عام 2017، ليصبح أكثر مدرب مغربي تتويجًا على المستوى الدولي في عام 2020.
مكنت وصافة الدوري في موسم 2007-2008، الاتحاد الزموري من المشاركة لأول مرة في تاريخه في دوري أبطال أفريقيا.

في نسخة 2009 من البطولة، تمكن الفريق الزموري من الوصول إلى دور الـ16. حققوا إنجازًا كبيرًا في دور الـ32 بإقصاء فريق أساتني كوتوكو الغاني (3-1 في مباراة الذهاب و2-0 في الخميسات)، لكن مغامرتهم انتهت في دور الـ16 أمام فريق تي بي مازيمبي الكونغولي (1-0 في مباراة الذهاب و0-0 في الخميسات)، والذي فاز بالبطولة لاحقًا.

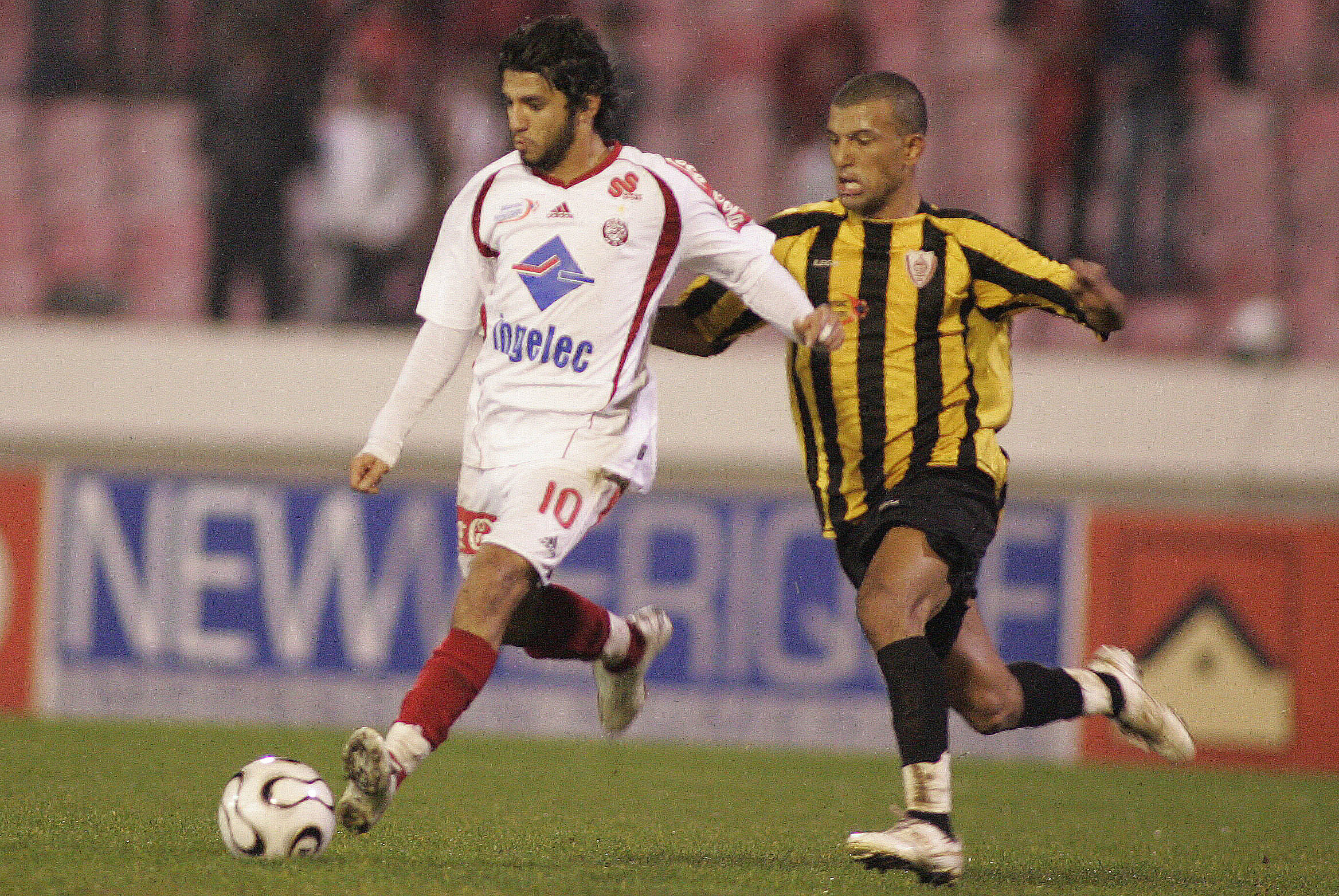
مدافع الوداد الرياضي بالقميص الأبيض في صراع على الكرة مع مهاجم اتحاد الخميسات بالدوري المغربي الممتاز لموسم 2009.

## إنجازات النادي
من أهم إنجازات الفريق على مدى تاريخه الرياضي لعبه مقابلة نهاية كأس العرش موسم 1972/1973 أمام فريق الفتح الرباطي التي انهزم فيها ب3-2 .
بعدهابسنتين لعب مقابلة نصف نهاية الكأس أمام اتحاد سيدي قاسم انتهت بإقصاء الزموريين وتأهل القاسميين لمقابلة النهاية.
وفي سنة 1992 لعب ربع نهاية الكأس أمام فريق جمعية الحليب البيضاوية وانهزم بعقر الدار ب3-1 بعد أن أقصى في مقابلة تاريخية فريق المغرب الفاسي العريق بحصة 2-1 والهدفان سجلهما القيدوم حفيظ جبار.
سنة 2008 سيفجرالنادي مفاجأة في الدوري المغربي الممتاز باحتلاله المرتبة الثانية، التي خولت له المشاركة في دوري أبطال أفريقيا للمرة الأولى في تاريخه حيث قابل نادي  أشانتي كوطوكو من غانا وتأهل على حساب هذا الأخير للدور الثمن النهائي بعد انهزامه في غانا بحصة (3 ـ 1) ليتمكن من تعويض خسارته بعد فوزه بهدفين نظيفين في مباراة العودة بمدينة الخميسات.

## وصلات خارجية
- (بالفرنسية) الموقع الرسمي للقناة الرياضية المغربية
- (بالعربية) موقع جريدة المنتخب المغربية المتخصصة في أخبار الرياضة المغربية
- (بالعربية) موقع البطولة كوم المختص بأخبار الدوري المغربي.

1. ↑  "الإتحاد الزموري للخميسات – Itihad Zemmouri de Khemisset". ستاديوم. 9 مايو 2022. مؤرشف من الأصل في 2024-08-27. اطلع عليه بتاريخ 2024-08-26.
2. ↑  "الإتحاد الزموري". Welcome to Ultras cavaliers 09. مؤرشف من الأصل في 2024-06-25. اطلع عليه بتاريخ 2024-08-26.
3. ↑  بايشيت، محمد (2021). تاريخ الإتحاد الزموري الخميسات (ط. 1). الخميسات.{{استشهاد بكتاب}}:  صيانة الاستشهاد: التاريخ والسنة (link) صيانة الاستشهاد: مكان بدون ناشر (link)
4. ↑  "الاتحاد الزموري الخميسات IZK". مؤرشف من الأصل في 2024-06-16.